# Amos Casselman
Amos Casselman, född 14 november 1850, död 30 november 1929, var en amerikansk bågskytt. Han deltog vid olympiska sommarspelen 1904.